# Умэ
Умэ́ (Вайли dbu med, «без головы», монг. толгойгүй үсэг) — курсивная разновидность тибетского письма. Умэ может быть и каллиграфическим, и скорописным. Отличительной особенностью умэ по сравнению со стандартным учен является отсутствие в верхней части букв направляющей горизонтальной черты. Вместо слогоразделительной точки ставится вертикальная черта.

## Скоропись
Скорописные стили.

## Каллиграфия
Каллиграфические стили.